# Chironius carinatus
A acutimbóia (Chironius carinatus) é uma espécie diurna e arboríola de serpente da família dos colubrídeos. Nativas do continente americano, tais répteis medem cerca de 2,2 m de comprimento, possuindo grandes olhos com pupilas redondas.

## Outros nomes e etimologia
Também são conhecidas pelos nomes de acotibóia, acutibóia, boicipó, boitiabóia, boitiapó, cobra-cipó, cutimbóia, sacabóia e sacaibóia.

## Descrição
Chironius caricatus pode crescer até 3 metros de comprimento. A cor do corpo pode variar de marrom a amarelo escuro ou dourado, sendo a cauda geralmente mais escura que o corpo. O abdômen assume uma tonalidade amarela ou laranja. Na maioria das espécies, as escamas do corpo têm centros levemente coloridos de bordas mais escuras. Uma faixa de cor maia clara percorre todo o corpo até a cauda. As escamas dorsais se organizam em 12 fileiras.

## Distribuição Geográfica
A espécie é endêmica das regiões da Colômbia, norte do Brasil, Costa Rica, leste da Venezuela, norte do Suriname, Guiana e Trindade e Tobago.

## Dieta
Se alimenta de rãs, lagartos, roedores e aves em geral.
1. ↑  Arredondo, J.C.; Caicedo, J.R.; Gutierrez, P.; Rivas, G.; Gonzales, L.; Hoogmoed, M.S.; Cisneros-Heredia, D.F.; Gagliardi, G.; Nogueira, C. de C.; Murphy, J. (2021). «Chironius carinatus». Lista Vermelha de Espécies Ameaçadas. 2021: e.T44580082A44580089. doi:10.2305/IUCN.UK.2021-3.RLTS.T44580082A44580089.en. Consultado em 1 de maio de 2023
2. ↑  George Albert Boulenger 1894. Catalogue of the Snakes in the British Museum (Natural History), Volume II". Londres. pp. 73-75.